# Melitaea turanica
Melitaea turanica är en fjärilsart som beskrevs av Otto Staudinger 1886. Melitaea turanica ingår i släktet Melitaea och familjen praktfjärilar. Inga underarter finns listade i Catalogue of Life.